# Synagoge (Memmelsdorf in Unterfranken)

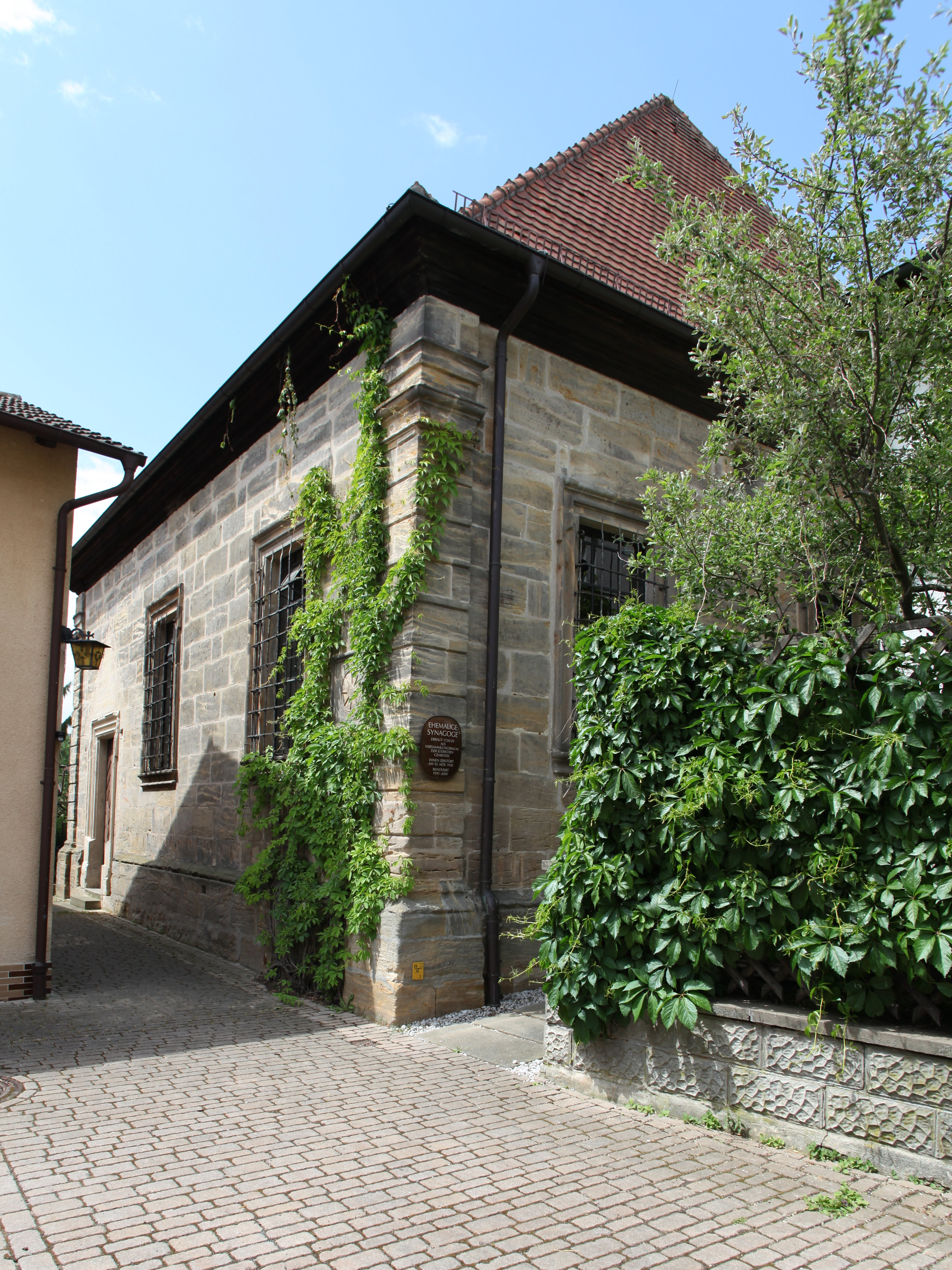
Synagoge in Memmelsdorf

Die ehemalige Synagoge in Memmelsdorf, einem Gemeindeteil der Gemeinde Untermerzbach im unterfränkischen Landkreis Haßberge in Bayern, wurde 1728/29 errichtet. Die profanierte Synagoge in der Judengasse 6 ist ein geschütztes Baudenkmal.

## Geschichte
Johann Philipp II., Fürstbischof von Würzburg, gestattete den Memmelsdorfer Juden den Bau der Synagoge. Er war ihr Schirmherr und versprach, ihnen gegen Geld Schutz zu gewähren.  
Der Baumeister des Sandsteinquaderbaus mit einem Grundriss von 13 mal 13 Metern war vermutlich Johann Georg Salb, der 1722 auch die protestantische Pfarrkirche in Memmelsdorf erneuerte. Das Gebäude wurde im Lauf der langen Nutzungszeit immer wieder verändert. 
An der Nordseite des Hauptraumes befand sich die Wohnung für den jüdischen Lehrer, darüber die Frauenempore, deren große, mit hölzernen Ziergittern verdeckte Fenster einen Blick in den Betraum gewährten. 
Ab Mai 1938 verhandelte die jüdische Gemeinde über den Verkauf des Gebäudes. Am 10. November 1938 zwangen SA-Männer die männlichen Mitglieder der jüdischen Gemeinde, alle beweglichen Gegenstände aus der Synagoge zu reißen und auf einem Feld vor dem Dorf zu verbrennen. Das Gebäude selbst wurde wegen der Nähe zu umliegenden Häusern nicht zerstört. Am 10. August 1939 verkaufte die jüdische Gemeinde das Synagogengebäude an die Gemeinde Memmelsdorf. Von der Inneneinrichtung überstand nur der aus Stein gebaute Toraschrein die Verwüstung. Die Tötung von 17 Memmelsdorfer Juden war das Ende der Gemeinde.
Nach 1945 stand das Gebäude zunächst leer. Die Frauenempore diente bis 1968 als Wohnung, die ehemalige Lehrerwohnung wurde als Abstellraum genutzt. 1968 erwarb der damalige Besitzer des Nachbargrundstücks Judengasse 8 das Synagogengebäude und nutzte es als Lagerraum. 
Im Jahr 1993 wurde der Träger- und Förderverein Synagoge Memmelsdorf (Ufr.) e.V. gegründet, der zwei Jahre später den Bau erwerben konnte. Von 1998 bis zum Sommer 2004 wurde das Gebäude renoviert im Sinne von Erhalt statt Wiederherstellung. Denn die Synagoge hatte in ihrer Geschichte sieben Fassungen gehabt, von der keine zerstört werden sollte. So ist die Synagoge zum Ausstellungsort geworden, der in 2005 eröffnet wurde. Der Toramantel aus der Genisa ist hier ausgestellt.
Auch die nahegelegene Synagoge in Gleusdorf im Besitz der Gemeinde Untermerzbach wurde so erhalten. In der neben dem Gebetsraum liegenden ehemaligen Wohnung eines jüdischen Lehrers wurde ein informationsraum konzipiert. Auf der früheren Frauenempore sind die von einer wissenschaftlichen Mitarbeiterin in drei Jahren gesammelten Informationen.
Der Träger- und Förderverein und die Gemeinde Untermerzbach wurden im Oktober 2024 mit dem Deutschen Preis für Denkmalschutz ausgezeichnet. Die Jury hob die besondere Herangehensweise hervor. Denn bei der „vorbildlichen Instandsetzung“ sei „denkmalgerecht konserviert“ und „viele Spuren der bewegten Geschichte lesbar“ erhalten worden.

## Geniza
Die Memmelsdorfer Geniza wurde zwischen 1979 und 1982 in Hohlräumen zwischen der nachträglich eingezogenen Decke und dem Dach über dem Synagogenhauptraum entdeckt. Der Hauptteil wurde an der Ostseite über dem Toraschrein gefunden. 
Exponate aus der Memmelsdorfer Genisa bildeten 20 Prozent einer Ausstellung der Hidden Legacy Foundation in London, die zwischen 1993 und 1996 in vielen deutschen und europäischen Städten, in Jerusalem und in den USA zu sehen war. Neben diesen bereits restaurierten Exponaten lagern im jüdischen Dokumentationszentrum in Würzburg etwa 40 weitere Archivkartons mit Schriften und Textilien.
Im Informationsraum der Synagoge Memmelsdorf werden Objekte aus der Genisa ausgestellt.  